# Ковш, Александр Стефанович
Александр Стефанович Ковш (2 августа 1884, Гродненский уезд — 1943, Минск) — белорусский православный священник, общественный деятель, публицист.

## Жизнь и служение
Родился 2 августа 1884 в д. Вертелишки, либо в д. Рыдели Вертилишковской волости, Гродненского уезда Гродненской губернии. Родители — Стефан и Мария (в девичестве Белуга) Ковш, православные небогатые крестьяне. Отец после 25 лет солдатчины был сторожем в школе, из десяти его детей многие погибли от болезней.
Александр, окончив Свислочскую учительскую семинарию (1904), четыре года работал в народном училище м. Домачево Брестского уезда. В польском Люблине прошёл бухгалтерские курсы и устроился в филиал Государственного банка, эвакуированный по началу Первой мировой войны вглубь России. Жил в Москве, Рязани, Славянске, Майкопе.
В ноябре 1921 года вернулся из беженства домой. В Покровском соборе Гродно епископ Владимир (Тихоницкий) хиротонисал Александра во священника. Первым местом службы его стал сельский приход Дятловичи в Волковысском повете Белостоцкого воеводства (начало 1922 — конец 1925). Познакомился с белорусами-депутатами Волошиным и Метлой, сенатором Богдановичем.
С 1925 года в Вильно, настоятель прихода в пригороде Снипишки, восстановил заброшенный храм. Главный бухгалтер Белорусского кооперативного банка, связанного с Белорусской крестьянско-рабочей Громадой, формально не входил в партию. Законоучитель Виленской белорусской гимназии (1926—1930). Основал союз учителей, благодетельное общество. В ночь разгрома Громады с 14 на 15 января 1927 года арестован, но в марте освобождён, а в феврале 1928 оправдан; был запрещён в служении. После освобождения сблизился с группой Богдановича, затем вступил в Православное демократическое объединение митрополита Дионисия.
С 1928 года служил в Пятницкой церкви, куда ходили белорусские гимназисты, добивался создания полноценного прихода.
В 1930 году сотрудничал с Белорусским православным комитетом Тодора Верниковского, целью которого была борьба с полонизацией и укрепление морали. Бывший союзник о. Александра, Островский, стремился оклеветать его в печати. Протоиерей Ковш был лишён места законоучителя, но восстановлен после общественного и церковного заступничества. Святейший синод Польской православной церкви постановил оставить должность за ним, также митрополит Дионисий поддержал его в письме архиепископу Виленскому и Лидскому Феодосию, который относился к о. Александру враждебно.
Однако в 1931 году он выслан из Вильно, с сентября 1932 года — настоятель в д. Норица Поставского повета. По обыкновению говорил проповеди по-белорусски, а организованный им церковный хор исполнял белорусские песни, что вызвало недовольство властей.
В 1937 году вынужден переехать в д. Костыки Вилейского повета.
В конце 1939 года вернулся в Вильно, переданный советской Литве. Служил в Никольской церкви. На протяжении 1940—1941 годов работал старшим бухгалтером в Литовском государственном банке. Вместе с Адамом Станкевичем возглавлял белорусский Красный крест.
Во время войны о. Александр был арестован оккупантами и освобождён, при поддержке Филофея (Норко) перебрался в Минск, затем служил в Крайске и Плещеницах Логойского района, где церковная жизнь была в упадке. Он тайно крестил и венчал евреев, рискуя жизнью.
В марте 1943 года он арестован в Плещеницах гестапо и, вероятно, расстрелян после допроса в минской тюрьме.
Чин отпевания в церкви Спасо-Преображенского монастыря совершил Пантелеимон (Рожновский).

### Семья
- Сын — Святослав Ковш[бел.] (1916—1997) — после войны жил в США, окормлял эмигрантов-белорусов в юрисдикции Константинопольского патриарха.
- Дочь — Зоя Ковш, бел. Зоя Каўшанка (1911—1994) — после войны оказалась в Германии, но была возвращена в СССР и осуждена на 10 лет лагерей, с 1956 года жила в Вильно[1].

## Взгляды
Уже в ранних проповедях о. Александр призывал крестьян бороться за свои права, не забывать родного языка, открывать белорусские школы и противостоять полонизации. Считал, что церковнославянский язык должен оставаться языком богослужения, а белорусский — стать языком проповеди. Не одобрял политизации Церкви. Противостоял русификации.
Под псевдонимом Вукол писал в журнале Вячеслава Богдановича «Праваслаўная Беларусь» о пользе кооперации. В начале 1928 года редактировал однодневный журнал «Народная ніва», изданный варшавской консисторией сразу на трёх языках. В 1928—1929 годах был редактором-издателем журнала «Беларуская зарніца», где помещал (свои и других авторов) статьи, очерки церковной истории, поучительные рассказы, документы митрополии, опубликовал в белорусском переводе труд «Царство Божие и царство кесаря» Николая Бердяева.